# BMW 3-й серии (G20)
BMW 3-й серии (G20/G21/G28) — седьмое поколение легковых автомобилей 3-й серии немецкого автоконцерна BMW, которые поступили в продажу весной 2019 года. Помимо стандартной длины седана (G20) и универсала (G21), только для китайского рынка выпускается версия (G28) с увеличенной колёсной базой. В дальнейшем ожидается появление спортивной версии (G80), лифтбека (Gran Turismo) в этом поколении не будет.

## Кузов и оборудование
Внешний вид седана (нем.  Limousine) с чёткими линиями и рельефными поверхностями демонстрирует современный, динамичный характер моделей нового поколения. Автомобиль стал больше: длиннее и шире, увеличилась его колёсная база. Коэффициент аэродинамического сопротивления удалось снизить до 0,23. Достигнуто это, в том числе, за счёт полностью закрытого аэродинамическими щитками днища, специальной формы обтекаемых колёс и воздушных направляющих в передней части автомобиля.
Общая жёсткость кузова возросла на 25%, а в некоторых зонах — вдвое. При этом он стал весить меньше, за счёт разумного сочетания деталей из высокопрочной стали и алюминия. Так, алюминиевыми стали капот, передние брызговики и подрамник. В результате масса «голого» кузова снизилась на 20 килограммов, а вес всего автомобиля, в определённых комплектациях, стал до 55 килограммов меньше.

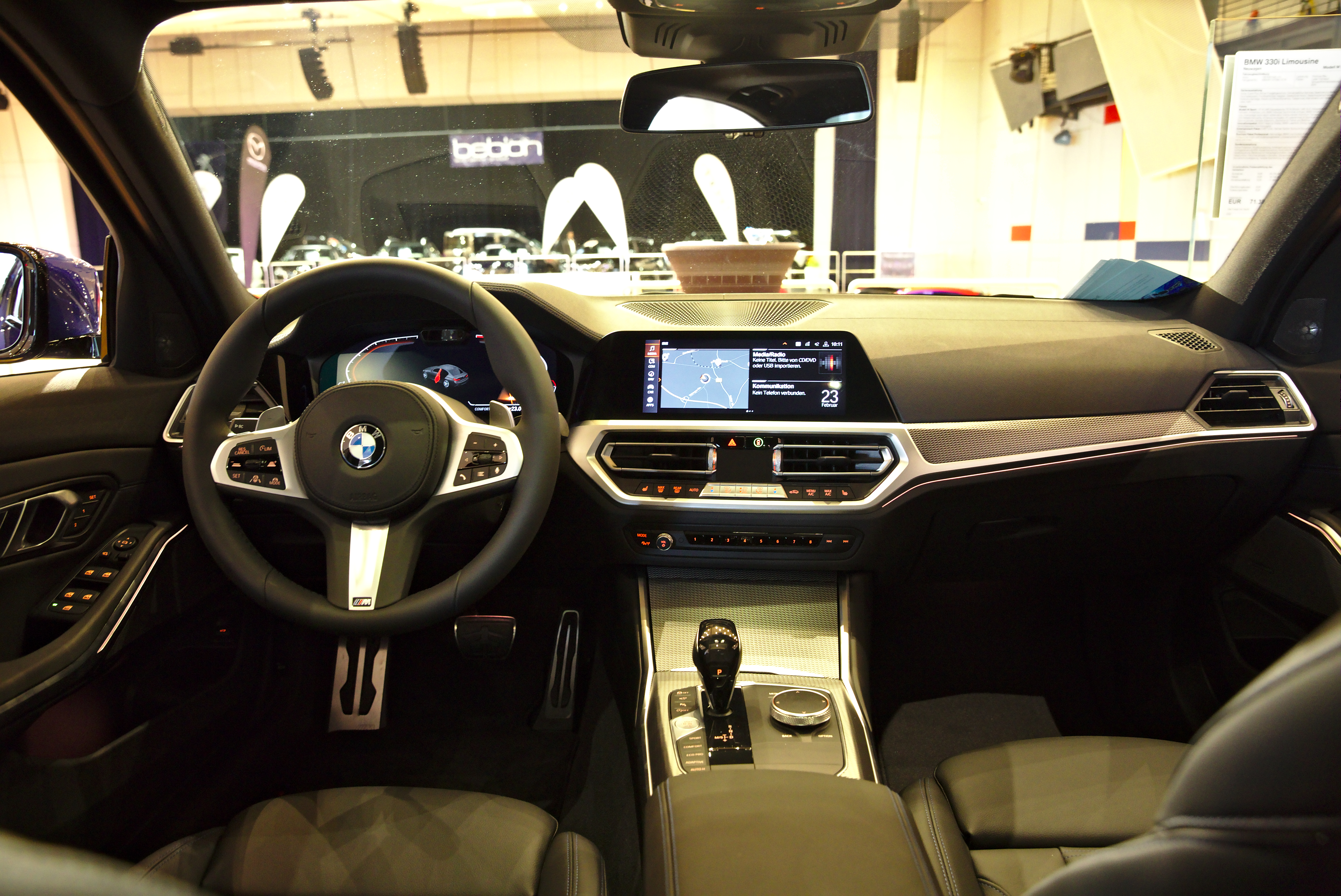
Салон BMW 330i

Салон автомобиля также возрос, он стал шире на уровне плеч спереди и сзади, увеличилось пространство для ног задних пассажиров. Теперь сзади не тесно втроём даже в дальней поездке, а более высокие задние двери облегчают вход и выход. Интерьер новой модели отличается чётким и ясным оформлением. Перед водителем располагается полностью электронная приборная панель, на центральной консоли установлен многофункциональный дисплей. Премиальный характер модели может быть усилен множеством дополнительных опций. Отделка кожей, трёхзонный климат-контроль, беспроводная зарядка для сотового телефона, все эти дополнения позволяют повысить комфорт и эксклюзивность автомобиля.
Впервые устанавливаемый на модель такого класса голосовой помощник может проконсультировать водителя об отдельных функциях автомобиля, ответить на вопросы о состоянии его систем, предоставить информацию, касающуюся эффективности вождения и развлечений. Диапазон доступных функций и навыков помощника будет регулярно расширяться.
Для моделей этого поколения предлагается широкий выбор стандартных и заказных систем помощи водителю, что всё ближе подводит автомобиль к границе самоуправляемости. Камеры, радары и ультразвуковые сенсоры отслеживают пространство вокруг автомобиля и, либо предупреждают водителя об опасности, либо задействуют тормоза и руль для предотвращения возможных инцидентов.
Так, стандартный круиз-контроль с функцией торможения облегчает управление автомобилем в длительных поездках. Он автоматически разгоняет и замедляет автомобиль, поддерживая заданную скорость. При наличии опционной системы распознавания дорожных знаков, максимальная скорость может устанавливаться автоматически.
Все модели стандартно оборудуются системой предотвращения столкновения с функцией распознавания пешеходов. В зависимости от обстановки, система позволяет либо полностью избежать аварии, либо минимизировать её последствия. Также, стандартной, является система контроля полосы движения.
Опционная система автоматической парковки, сканируя пространство вокруг автомобиля, сама выбирает необходимое место для параллельной или перпендикулярной парковки и, используя руль, двигатель и тормоза, автоматически ставит автомобиль в выбранное пространство. Более того, теперь система помогает выезжать со стоянки. Водитель только указывает направление, и автомобиль самостоятельно выбирается с парковочного места. Ещё одной интересной особенностью системы, очень полезной на тесной стоянке, является возможность запоминания последних 50 метров пути. Водитель может плотно поставить автомобиль в ряд, выехать, выйти, а он сам заедет обратно.
Модель получила максимальные пять звёзд за тесты безопасности по методике Euro NCAP, все краш-тесты были пройдены успешно. Было отмечено, что стандартно установленная система автоматического торможения набрала максимальное количество баллов. Автоматически поднимающийся при столкновении с пешеходом капот, также успешно выполнил возложенные на него функции.
У нового универсала (нем.  Touring) чёткие контуры, очерчивающие поверхности кузова, придают модели больше динамики, а возросшие размеры — солидности и стати. Впечатление усиливается благодаря взаимодействию формы боковых окон и поверхности крыши, которые сходясь вместе в задней части, подчёркивают стремление автомобиля двигаться вперёд. Коэффициент аэродинамического сопротивления универсала был снижен до 0,27. Задняя часть автомобиля выделяется спойлером, фонарями, заходящими на боковины и более широким задним окном, которое открывается отдельно. Причём, окно может открываться дистанционно с брелока. Сама задняя дверь понимается и опускается с помощью сервопривода, такая система устанавливается на все модели стандартно. Как опция доступна функция открывания двери «без рук». Объём багажника составляет 500 литров, а если полностью сложить спинку заднего сиденья, которая разделена на три части в пропорции 40:20:40, то его объём увеличиться до 1510 литров.

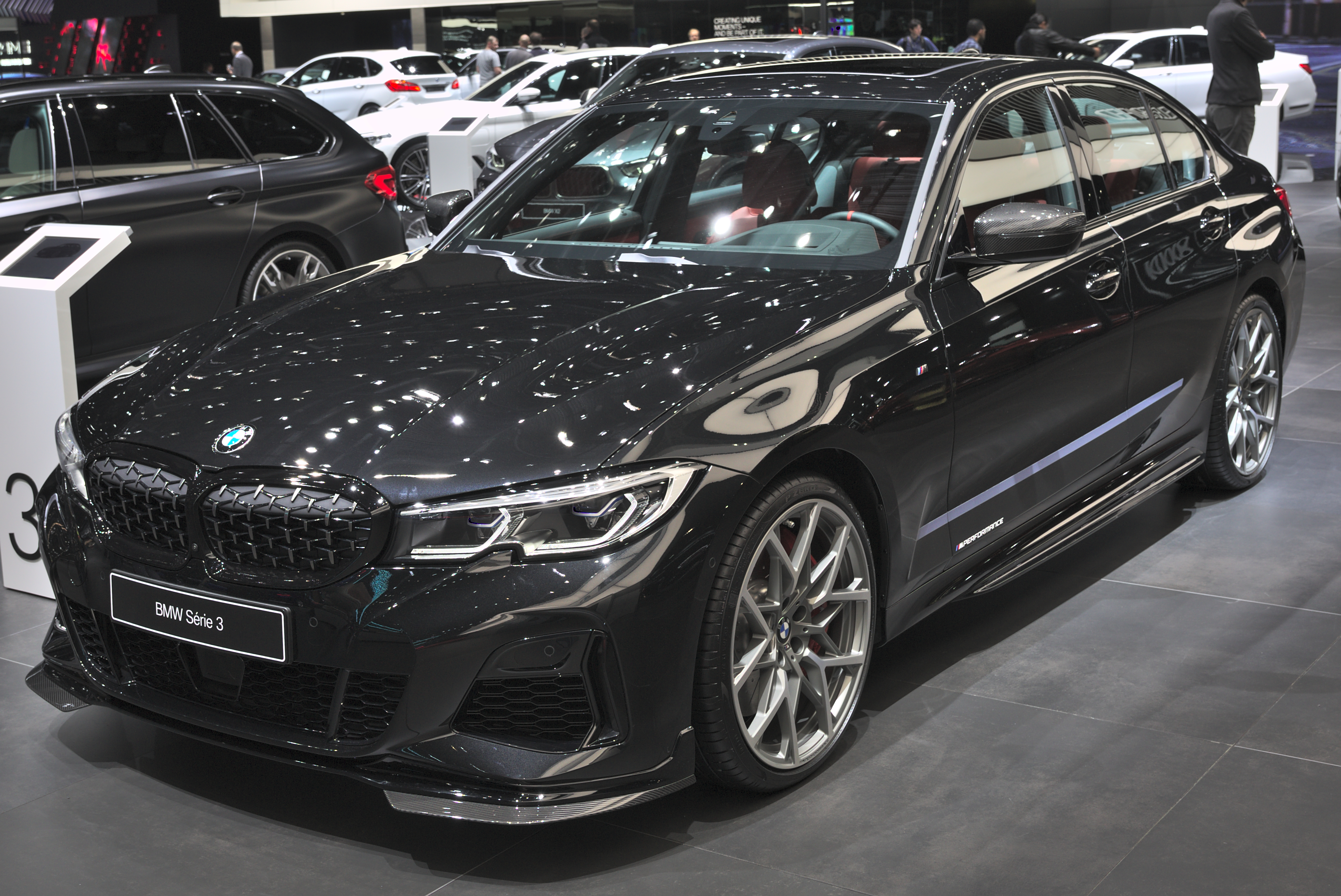
Спортивный седан BMW M340i

Спортивная M-версия отличается оптимизированной для распределения воздуха передней частью, аэродинамически проработанными порогами и задком. Уникальными элементами внешнего вида являются сетчатая решетка радиатора, корпуса наружных зеркал, окрашенный в цвет кузова задний спойлер и трапециевидные выхлопные трубы. Салон дополнен спортивными сиденьями, отделкой в M-стиле, кожаными рулём и рычагом переключения передач.
Помимо автомобилей с обычной трансмиссией, предлагается подзаряжаемая от внешней электросети гибридная модель (Plug-in Hybrid Vehicle). Такой автомобиль может проехать примерно 60 километров только на электротяге, бесшумно и не загрязняя воздух выхлопами. Электромотор имеет режим кратковременного повышения мощности (XtraBoost), при включении которого гибридная модель способна разогнаться до 100 км/ч всего за 6 секунд.
Кроме стандартных автомобилей только для китайского рынка выпускается специальная модель с удлинённой для большего комфорта задних пассажиров на 11 сантиметров колёсной базой. Более широкие задние двери облегчают посадку и высадку, комфортабельное заднее сиденье со специальными подголовниками и центральным подлокотником обеспечивают удобную посадку, а систем фоновой подсветки салона — соответствующее настроение.

## Двигатели и трансмиссия
Модели 318i, 320i (320i xDrive) и 330i (330i xDrive) оснащаются рядным четырёхцилиндровым бензиновым двигателем серии B48 рабочим объёмом два литра и мощностью 115 кВт (156 л.с.), 135 кВт (184 л.с.) и 190 кВт (258 л.с.) соответственно. Это мотор с турбонаддувом, непосредственным впрыском топлива и фирменной системой изменения фаз газораспределения VANOS. Более простая модель 320i комплектуется таким же двигателем, который в дефорсированном варианте развивает 135 кВт (184 л.с.).
Дизельные модели 318d и 320d (320d xDrive) комплектуются рядными четырёхцилиндровыми двигателями семейства B47 рабочим объёмом два литра и мощностью 110 кВт (150 л.с.) и 140 кВт (190 л.с.) соответственно. Двигатели оснащены турбонаддувом, аккумуляторной системой подачи топлива и непосредственным впрыском с электромагнитными форсунками.
Рядный шестицилиндровый дизельный двигатель B57 рабочим объёмом три литра мощностью 195 кВт (265 л.с.) устанавливается на модель 330d. Это двигатель, также оснащён турбонаддувом, непосредственным впрыском и аккумуляторной системой подачи топлива.
Спортивная модель M340i (M340i xDrive) оснащается рядным шестицилиндровым трёхлитровым бензиновым двигателем B58 с турбонаддувом, непосредственным впрыском топлива и системой изменения фаз газораспределения VANOS мощностью 275 кВт (374 л.с.).
Двигатели располагаются спереди продольно и состыковываются либо с шестиступенчатой механической коробкой передач, либо с восьмиступенчатой автоматической трансмиссией с фирменной системой ручного переключения передач Steptronic. Ведущими являются задние колёса, вращение на которые передаётся с помощью карданного вала. Электронно управляемый дифференциал на задней оси устанавливается на автомобили в спортивной M-комплектации. Плавно перераспределяя крутящий момент между наружным и внутренним колесом, он обеспечивает более точное и быстрое прохождение поворотов.
Полноприводные версии xDrive оснащаются новейшей системой, эффективно разделяющей крутящий момент между передней и задней осью. Управляемое электроникой многодисковое сцепление в раздаточной коробке взаимодействует с системой динамического контроля движения автомобиля, которая постоянно контролирует сцепление колёс с дорогой и, мгновенно реагируя на изменение ситуации, подавляет тенденцию к избыточной или недостаточной поворачиваемости.
Помимо автомобилей с обычной трансмиссией, предлагается подзаряжаемая от внешней электросети гибридная модель (Plug-in Hybrid Vehicle) 330e. Такой автомобиль оснащается двухлитровым четырёхцилиндровым бензиновым двигателем B46 мощностью 135 кВт (184 л.с.), имеет встроенный в автоматическую коробку передач электромотор мощностью 50 кВт (68 л.с.) и аккумулятор, размещённый под задним сидением. При переводе электромотора в режим кратковременного повышения мощности (XtraBoost) оба двигателя выдают 185 кВт (252 л.с.), разгоняя гибридный автомобиль до скорости 230 км/ч

## Ходовая часть
В целом подвеска автомобиля осталась прежней, со стойками типа Макферсон спереди и независимая многорычажная сзади, но практически все её детали были доработаны. Алюминиевые поворотные кулаки и рычаги спереди, новые колёсные подшипники сзади существенно снизили неподрессоренную массу. Особо высокая жёсткость точек крепления передней подвески к кузову и её настроенная кинематика обеспечивают прецизионную управляемость и динамичное прохождение поворотов. Сзади, сверхжёсткий подрамник и рычаги точно поддерживают заданное положение колёс в любой момент их движения. Установленные спереди и сзади амортизаторы с прогрессивной характеристикой изменяют жёсткость по мере увеличения хода подвески.
В спортивной M-подвеске установлены такие же, но на 20 % более жёсткие амортизаторы. Но можно заказать электронно управляемые амортизаторы, жесткость которых непрерывно меняется отдельно на каждом колесе. С ними подвеска обеспечивает оптимальное сочетание спортивной упругости и мягкой плавности хода. Кроме того, M-подвеска имеет иную геометрию и заниженные 10 миллиметров пружины, в том числе и у полноприводных версий.
Реечное рулевое управление стандартно оснащается электроусилителем, меняющим усилие в зависимости от скорости. Со спортивной M-подвеской используется рулевой механизм с переменным передаточным отношением. Всё это позволяет водителю точно держать траекторию при движении на высокой скорости и, в то же время, обеспечивает комфортное маневрирование на парковке.
В тормозной системе на всех четырёх колёсах установлены составные тормозные диски. У них, сам диск чугунный, а ступица изготовлена из алюминия, такая конструкция позволяет существенно снизить вес узла. Электромеханический стояночный тормоз встроен в задние тормозные механизмы. Спортивная M-система комплектуется передними четырёхпоршневыми тормозными механизмами с неподвижной скобой. Передние и задние тормоза такой системы окрашены в синий цвет и имеют M-логотип. Антиблокировочная (ABS), противопробуксовочная (DTC) и система стабилизации (DSC) устанавливаются стандартно на все модели. При экстренном торможении на дороге с разным сцеплением колёс по бортам, руль автоматически доворачивается в нужную сторону, помогая удерживать автомобиль на траектории.

## Модельный ряд

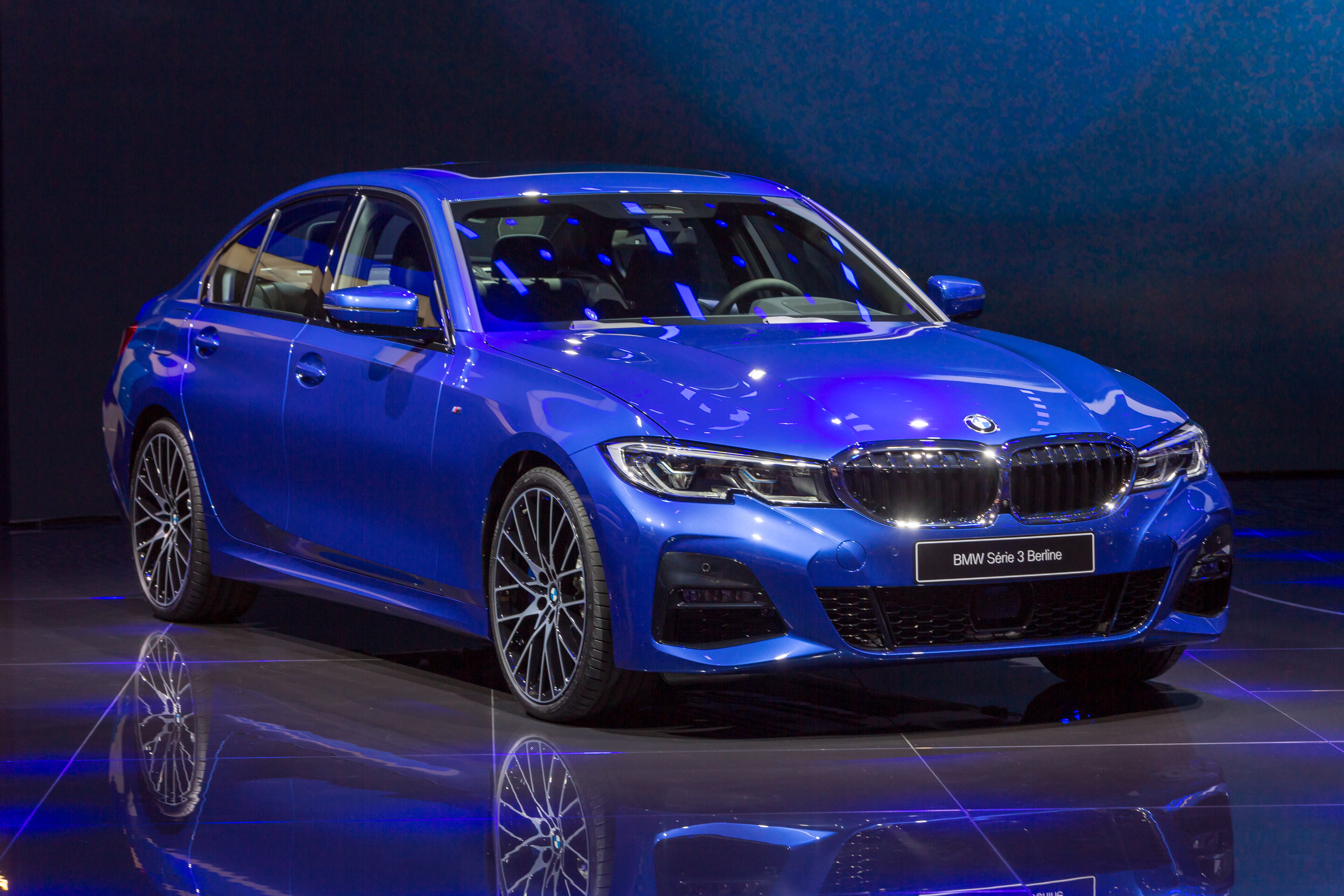
Седан BMW 330i

Продажи седанов (нем.  Limousine), модели 330i с бензиновым двигателем, модели 320d с дизельным мотором и её полноприводной версии 320d xDrive, начались в марте 2019 года. В апреле появились бензиновая модель 320i и дизельные 318d и 330d. В июле была выпущена самая мощная модель серии M340i с шестицилиндровым бензиновым двигателем, три новых модели с приводом на все колёса, 320i xDrive, 330i xDrive и 330d xDrive, а также подзаряжаемый гибрид модель 330e. Полноприводная спортивная версия M340i xDrive стала доступна с ноября 2019 года. Весной 2020 года должна появиться самая простая модель серии 318i с четырёхцилиндровым двигателем.
В мае на рынке Китая был запущен удлинённый седан модель 325Li.
Универсал (нем.  Touring) был впервые показан публике в июне 2019 года в Мюнхене, старт продаж начался в сентябре. Предлагаются автомобили с четырёхцилиндровыми бензиновыми, модели 320i, 330i и полноприводная 330i xDrive, и дизельными, модели 318d, 320d и полноприводная 320d xDrive, двигателями, с шестицилиндровым дизелем,  полноприводная модель 330d xDrive. Летом 2020 года покупателям был предложен универсал в виде подзаряжаемого гибрида, модель 330e.  Спортивная полноприводная модель M340i xDrive с шестицилиндровым бензиновым мотором появилась в ноябре 2019 года. А весной 2020 года в продажу поступит модель начального уровня 318i.
| Список моделей          | Список моделей    | Список моделей             | Список моделей           | Список моделей             |
| Модели                  | Годы производства | Количество выпущенных, шт. | Цена                     | Двигатели                  |
| Седаны (G20)            | 03.2019—          |                            |                          |                            |
| ----------------------- | ----------------- | -------------------------- | ------------------------ | -------------------------- |
| 318i                    | 04.2020—          |                            |                          | R4 2.0-156 (B46)           |
| 320i                    | 04.2019—          |                            | EUR 39 950               | R4 2.0-184 (B46)           |
| 320i xDrive             | 07.2019—          |                            | EUR 42 450               | R4 2.0-184 (B46)           |
| 330i                    | 03.2019—          |                            | EUR 44 750 RUB 2 870 000 | R4 2.0-258 (B46)           |
| 330i xDrive             | 07.2019—          |                            | EUR 47 250               | R4 2.0-258 (B46)           |
| 318d                    | 04.2019—          |                            | EUR 37 850               | R4 2.0-150 D (B47)         |
| 320d                    | 03.2019—          |                            | EUR 40 450 RUB 2 580 000 | R4 2.0-190 D (B47)         |
| 320d XDrive             | 03.2019—          |                            | EUR 45 100 RUB 2 720 000 | R4 2.0-190 D (B47)         |
| 330d                    | 04.2019—          |                            | EUR 49 450               | R6 3.0-265 D (B57)         |
| 330d xDrive             | 07.2019—          |                            | EUR 51 950               | R6 3.0-265 D (B57)         |
| M340i                   | 07.2019—          |                            |                          | R6 3.0-374 (B58)           |
| M340i xDrive            | 11.2019—          |                            | EUR 61 950               | R6 3.0-374 (B58)           |
| 330e                    | 07.2019—          |                            | EUR 51 550               | R4 2.0-184 (B46)+E-50 (80) |
| Универсалы (G21)        | 09.2019—          |                            |                          |                            |
| 318i                    | 04.2020—          |                            |                          | R4 2.0-156 (B46)           |
| 320i                    | 11.2019—          |                            | EUR 41 500               | R4 2.0-184 (B46)           |
| 330i                    | 09.2019—          |                            | EUR 46 050               | R4 2.0-258 (B46)           |
| 330i xDrive             | 09.2019—          |                            | EUR 48 550               | R4 2.0-258 (B46)           |
| 318d                    | 11.2019—          |                            | EUR 39 400               | R4 2.0-150 D (B47)         |
| 320d                    | 09.2019—          |                            | EUR 42 000               | R4 2.0-190 D (B47)         |
| 320d XDrive             | 09.2019—          |                            | EUR 46 400               | R4 2.0-190 D (B47)         |
| 330d                    | 09.2019—          |                            | EUR 50 750               | R6 3.0-265 D (B57)         |
| 330d xDrive             | 09.2019—          |                            | EUR 53 250               | R6 3.0-265 D (B57)         |
| M340i xDrive            | 11.2019—          |                            | EUR 63 250               | R6 3.0-374 (B58)           |
| Удлинённые седаны (G28) | 05.2019—          |                            |                          |                            |
| 325Li                   | 05.2019—          |                            |                          | R4 2.0-184 (B46)           |

## Комментарии
1. 1 2 3   1€ = 76,99₽[54]